# Wolffs Telegraphisches Bureau
Wolffs Telegraphisches Bureau čili W.T.B. (1849–1934) byla jednou z prvních tiskových agentur v Evropě a jednou ze tří hlavních evropských monopolních poskytovatelů telegrafie až do druhé světové války.
Byla založena v Berlíně Bernhardem Wolffem (1811–1879), redaktorem Vossische Zeitung a zakladatelem National-Zeitung (1848–1938). Roku 1849 uveřejnil Wolff ve svých novinách tabulky kurzů na londýnské a na frankfurtské burze. Tato novinka měla velký úspěch, telegrafování však bylo příliš nákladné. Proto se Wolff spojil s dalšími berlínskými vydavateli a obchodníky a roku 1865 uzavřel kartelovou dohodu, při níž si s britskou agenturou Reuters a francouzskou agenturou Havas rozdělili evropské trhy. Kolem roku 1900 byla Wolffova agentura veliký podnik, který zaměstnával jen v Německu asi 300 osob a měl po celém světě zpravodaje i zákazníky. Telefonní a telegrafní poplatky činily odhadem asi 900 tisíc marek, obrat asi 3,5 milionu marek ročně. V roce 1934 nacisté z popudu Josefa Goringa agenturu znárodnili a proměnili ve státní Německou zpravodajskou kancelář.